# Templo de Hércules (Amán)
El templo de Hércules, también conocido como Gran templo de Amán, es un antiguo templo romano dedicado a Hércules, que está ubicado en el centro de la ciudadela de Amán, frente al Museo Arqueológico de Jordania. Era el templo principal de un témenos romano. No está completamente confirmado que allí se le rindiera culto a Hércules, pero las monedas halladas en el templo parecen representar a este semidiós. Se encuentra a 838 m s. n. m.
Tiene una inscripción en el arquitrabe del pórtico que dice que está dedicado a Marco Aurelio y Lucio Vero, la misma fue datada en la época en que Geminio Marciano era gobernador de la Provincia de Arabia (162-166). Es contemporáneo al teatro romano de Amán.
En 1961 se descubrió en el interior del templo una roca con una inscripción datada entre los siglos VIII y IX a. C. que menciona los nombres de dos reyes amonitas y hace alusión al culto a Moloch, que se cree que se llevaba a cabo en ese sitio.

## Arquitectura

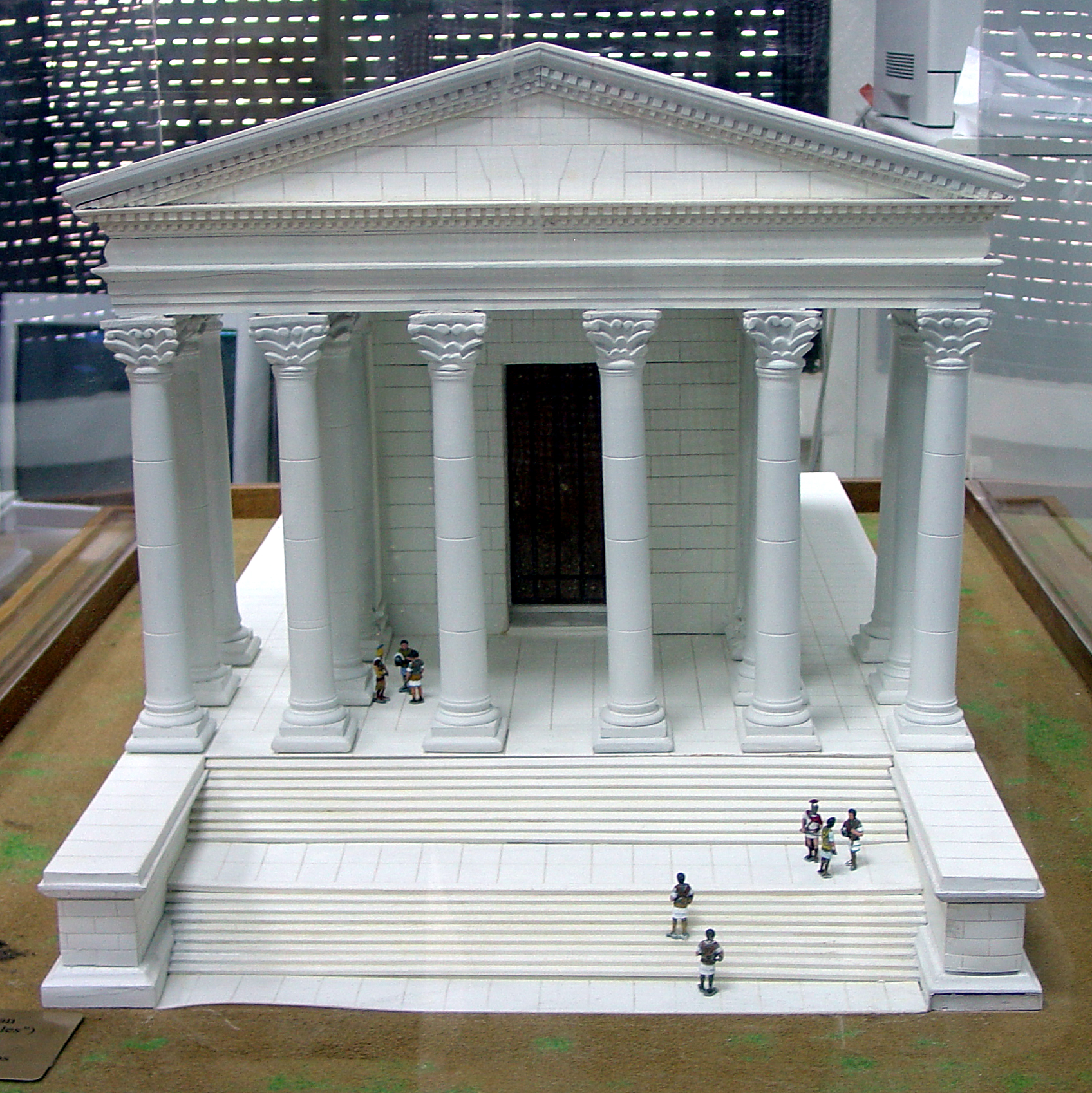
Modelo a escala de cómo debió ser el templo en la época romana

Su estilo arquitectónico es típico de la arquitectura de la Antigua Roma. Consta de un estereobato, base con forma escalonada, rematado con un estilóbato, plataforma sobre la cual se erigió una hilera de columnas de orden corintio, coronadas con capiteles ricamente adornados. Por encima de las columnas del templo había un arquitrabe, un friso altamente modelado y una cornisa que sobresalía de la estructura, todo ello coronado con un techo a dos aguas.
Está orientado en dirección este-oeste, con la entrada en el este. La fachada tiene 43 x 27 m y consta de seis columnas de 13,5 m de altura, las cuales estaban compuestas originalmente de 5 o 6 bloques de piedra, pesando cada uno unas 11 toneladas. Se cree que debía tener una estructura interior compuesta de tres salas. Al frente se encontraba el pronaos, seguido de la sala principal o cella, adonde se encontraba la estatua del dios, y en la parte posterior habría una habitación pequeña, conocida como opistodomos.
De la estatua principal se conservan un codo y un pie, que permiten estimar la altura total original en 30 pies (9,1 m). También hay restos de una mano gigante de mármol que se asume que pertenecía a la misma estatua. La columnas y el techo colapsaron durante un terremoto en el año 749 y sus bloques de piedra fueron reutilizados, aunque antes del sismo el templo ya era utilizado como fuente de materiales de construcción.

## Restauración
Entre 1989 y 1997, la American Center of Oriental Research financió un proyecto de restauración de la ciudadela, con el fin de transformarla en un parque arqueológico. El diseño del proyecto quedó a cargo de arqueólogos y arquitectos de la Universidad de Jordania. En el templo de Hércules, la restauración se centró en el pórtico, el sector noroeste del podio y tres de sus columnas. Las columnas fueron reconstruidas y levantadas nuevamente en 1993. Durante la restauración y tras un estudio exhaustivo de los restos arqueológicos, el arquitecto Chrysanthos Kanellopoulos hizo un modelo a escala completo del templo. Debido a que se conoce bastante sobre cómo era el templo en la antigüedad, se ha propuesto reconstruirlo en su totalidad; sin embargo, esto violaría un tratado internacional que específica qué porcentaje de un monumento debe subsistir para que éste pueda ser reconstruido.